# Personalizace
Personalizace, označovaná také jako kastomizace, spočívá v přizpůsobení služby nebo produktu konkrétním jednotlivcům, někdy vázaným na skupiny nebo segmenty trhu. Personalizace vyžaduje shromažďování údajů o jednotlivcích, včetně historie procházení webu, webových souborů cookie a polohy, a vytěžování těchto dat. Firmy využívají personalizaci (spolu s opačným mechanismem popularizace
) ke zlepšení spokojenosti zákazníků, konverzím digitálního prodeje, marketingovým výsledkům, brandingu a vylepšeným metrikám webových stránek a také k reklamě. Personalizace je klíčovým prvkem v sociálních médiích a systémech doporučování (preferenční systémy). Personalizace se uplatňuje ve všech oblastech moderní společnosti – práce, volný čas i občanství.
V poslední době došlo k výraznému nárůstu počtu hromadných sdělovacích prostředků, které využívají reklamu jako primární zdroj příjmů. Tyto společnosti se snaží získat znalosti o specifických demografických a psychografických charakteristikách svých čtenářů a diváků.